# Pochuta
Pochuta, San Miguel Pochuta – miasto w południowej Gwatemali,  w departamencie Chimaltenango, leżące w odległości 38 km na północny zachód od stolicy departamentu. Miasto jest siedzibą władz gminy o tej samej nazwie, która w 2012 roku liczyła 11 303 mieszkańców. Powierzchnia gminy obejmuje tylko 170 km², leżące w centralnej części Sierra Madre de Chiapas.